# Herb Sowiecka

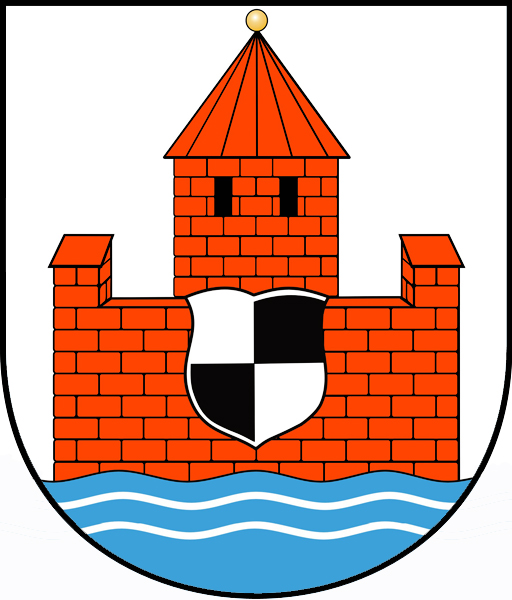
Herb Sowiecka

Herb Sowiecka obowiązuje od 2011 r. Opiera się on na historycznym herbie Tylży z 1552, kiedy otrzymała prawa miejskie. Dawny herb przedstawia czerwony zamek z tarczą w biało-czarną szachownicę. Pierwszej zmiany w wyglądzie symbolu dokonano w 1988 r. Widniał na nim zamek (uznaje się, że to portal na moście królowej Luizy, żony króla Fryderyka Wilhelma III Hohenzollerna, w Sowiecku), pod którym znajdowała się rzeka, złamany miecz, a poniżej były liście. W 2011 r. przywrócono herb Tylży z 1552 z drobnymi zmianami.

Herb Hohenzollernów
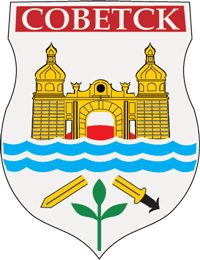
Dawny herb z portalem mostu
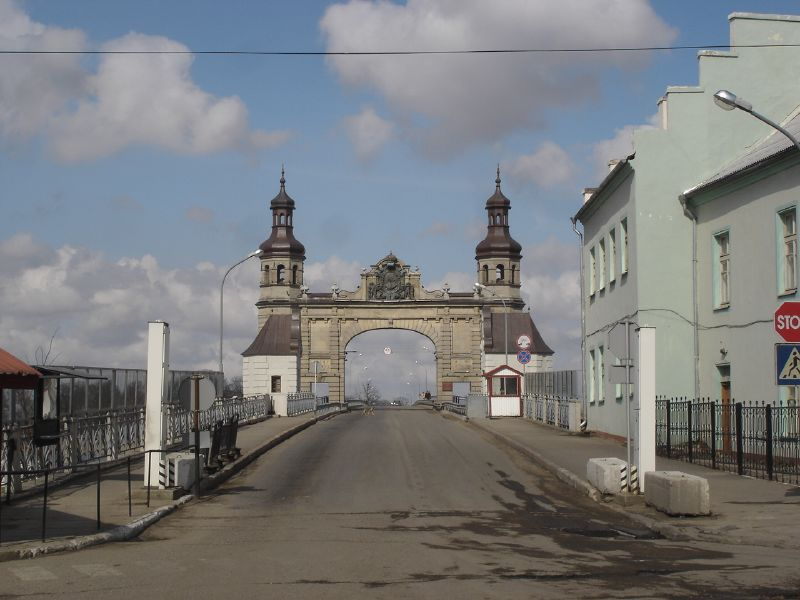
Portal z królową Luizą w medalionie